# Louis-Luc Loiseau de Persuis
Pour les articles homonymes, voir Loiseau.
Louis-Luc Loiseau de Persuis, né le 4 juillet 1769 à Metz et mort le 20 décembre 1819 à Paris, est un musicien français. Violoniste, chef d'orchestre et de chœur, enseignant, compositeur et directeur de théâtre, il s’est engagé dans différentes activités se rapportant à la musique, mais sans s’illustrer véritablement dans aucune.

## Biographie
Après une première formation musicale dans sa ville natale, Persuis rejoint Paris en 1787 et entre à l’orchestre de l’Opéra en 1793. Il fait toute sa carrière dans cette institution, où il est nommé chef de chœur en 1803, puis chef d’orchestre en 1810, en remplacement de Jean-Baptiste Rey. Il occupe également à l’Opéra des fonctions administratives : régisseur, inspecteur général de la musique en 1816, régisseur de la scène et du personnel des artistes le 1er avril 1817, puis directeur unique du 3 septembre 1817 au 13 novembre 1819, date à laquelle une maladie, qui devait lui être fatale quelques semaines plus tard, l’oblige à y renoncer.
Compositeur, Persuis compte à son actif des ballets et plusieurs œuvres lyriques, opéras et opéras-comiques. Son plus grand succès est Le Triomphe de Trajan, en collaboration avec Le Sueur, créé en 1807 et resté très longtemps à l’affiche. Entre 1810 et 1815, Persuis a été le compositeur le plus représenté avec 157 représentations, et ce succès est largement dû au Triomphe de Trajan. Pour l’opéra-comique, Persuis a surtout été apprécié au Théâtre Favart. Il a aussi adapté d’autres œuvres, par exemple l’oratorio Les Croisés de Maximilian Stadler.
Persuis a aussi enseigné. Nommé professeur de chant au Conservatoire de Paris, il doit quitter son poste en 1802. Son nom est de nouveau proposé pour une école de chant de l’Opéra, qui n’a finalement pas été créée. Ses fonctions de chef de chœur lui ont cependant donné l’occasion de former les choristes.
Le 20 juillet 1805, à Paris, il épouse l'artiste-peintre Eugénie Delaporte, élève de Jean-Baptiste Regnault, qui expose au Salon de 1801 à 1808.
Il est inhumé au cimetière du Père-Lachaise (8e division),.

## Œuvres

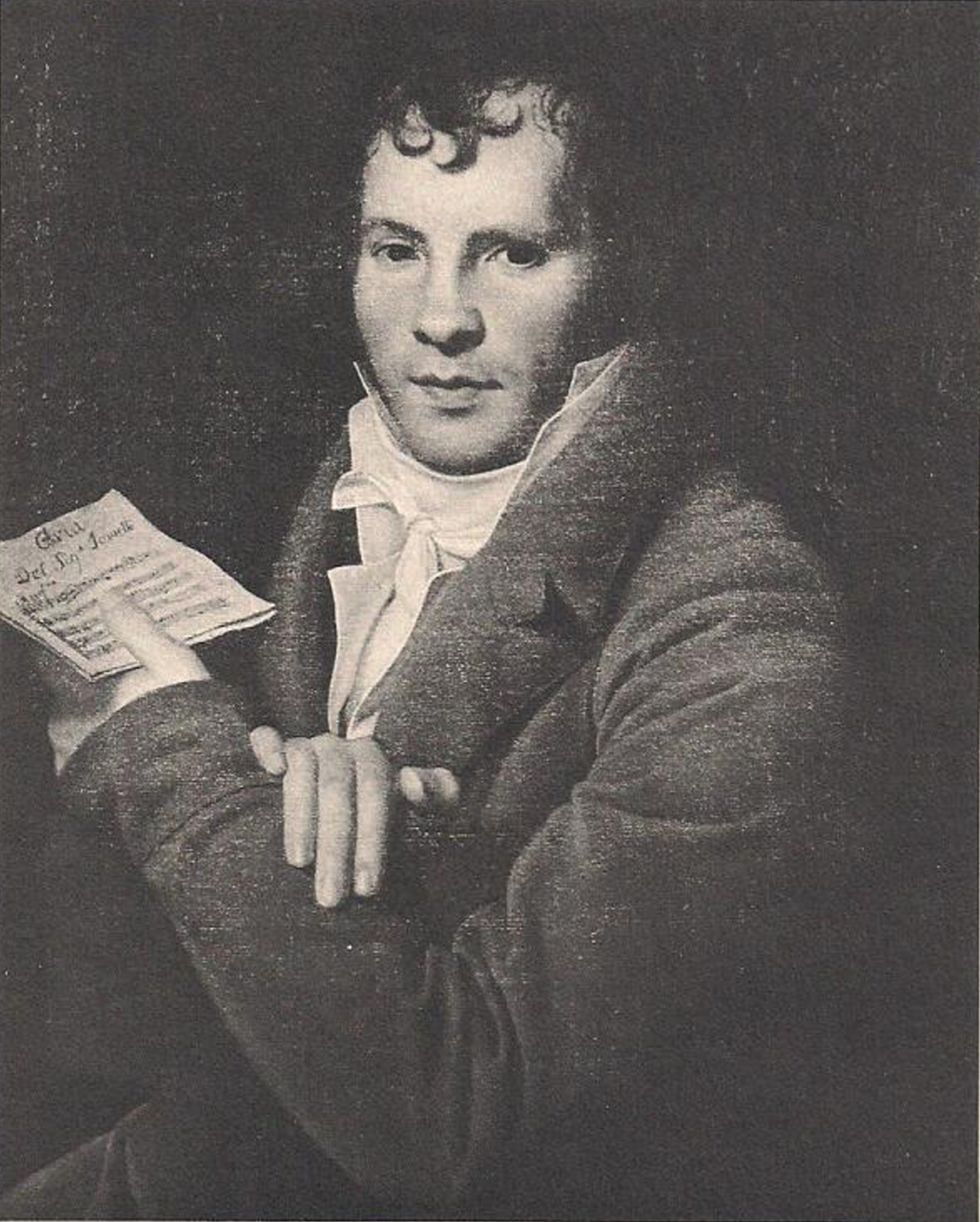
Eugénie Delaporte, Portrait de Louis-Luc Loiseau de Persuis, 1808 (Paris, bibliothèque-musée de l'Opéra).

Les dates indiquées sont celles des créations. Abréviations : coll. : en collaboration avec ; B. : Ballet ; O. : Opéra ; O.-C. : Opéra-comique. 
- La Nuit espagnole (O.-C., 1791). Paroles de Joseph Fiévée.
- Estelle (O.-C., 1794)
- Phanoret Angela (O.-C., 1798)
- Léonidas ou les Spartiates (O., coll. Gresnick, 1799)
- Fanny Morna ou l'Écossaise, "Drame lyrique" (opéra comique, 1799) en trois actes et en prose, créé au Théâtre Favart le 22 août 1799. Livret d'Edmond de Favières (1755-1837).
- Marcel ou l'Héritier supposé, "Drame lyrique" (opéra-comique) en un acte, créé au Théâtre Favart le 12 février 1801. Livret de René-Charles Guilbert de Pixerécourt, musique de Louis-Luc Loiseau de Persuis.
- Le Retour d’Ulysse (B., 1806)
- Le Triomphe de Trajan (O., coll. Le Sueur, 1807)
- Leçon de Jérémie du Vendredi saint (sic pour Jeudi) (1810)
- La Jérusalem délivrée (O., 1812)
- Nina ou la Folle par amour (B., 1813)
- L’Épreuve villageoise (B., 1815)
- L’Heureux retour (O., coll. Berton et Kreutzer, 1815)

## Iconographie
- À Paris, la bibliothèque-musée de l'Opéra conserve un portrait le représentant peint par son épouse Eugénie Delaporte, élève de Jean-Baptiste Regnault[4].